# Muziek van Sierra Leone
Sierra Leone heeft door zijn diverse etniciteiten, culturen en rijke historie door de eeuwen heen een aantal uiteenlopende muziekgenres ontwikkeld.
De Sierra-Leoonse havenstad en tevens hoofdstad Freetown kent een uitzonderlijke muzikale diversiteit. Grotendeels heeft de stad dat te danken aan het feit dat Freetown van oudsher een stad was waar ex-slaven vanuit de gehele diaspora en van verschillende afkomst zich vestigden. Freetown en diens bevolking werd daarmee op zichzelf een Afrikaanse diaspora in het klein; een Afro-Caribische, Afro-Amerikaanse en Afrikaanse culturele mengelmoes, bovendien beïnvloed door passerende zeevaarders en soldaten vanaf de overkant van de Atlantische Oceaan. De muzikale uitwisseling die daar het gevolg van was, is tegenwoordig nog terug te vinden in de muziek.
Vandaag de dag hoort men nog de Afro-Caribische oorsprong in de ritmes van Reggae, Zouk, Dancehall, Soca en Calypso die door de straten van Freetown klinken.

## Traditionele muziek
Traditionele Sierra Leoonse muziek heeft karakteristieke kenmerken van West-Afrikaanse muziek zoals geweeklaag, herhaling van woorden, roep-en-antwoord en meerdere ritmes en wordt gezongen in de eigen stamtaal. Traditionele muziek wordt gespeeld tijdens bruiloften, naamgevingceremonies (pul na do), andere speciale gelegenheden en in geheime genootschappen zoals de Sande of Bundu genootschappen voor uitsluitend vrouwen en de Poro genootschappen voor uitsluitend mannen. Een bekende vorm van traditionele muziek is Bubu, vanouds gespeeld op bamboefluiten.

## Palm-wine
Palm-wine (of Maringa in Sierra Leone) is gitaarmuziek vernoemd naar de gelijknamige alcoholische volksdrank (in Sierra Leone Ponyo genoemd), gemaakt van het gegiste sap van een palm. De vroegste historie van het genre gaat terug tot de Portugese zeevaarders die de gitaar introduceerden aan de kusten van West-Afrika. Palm-wine vertoont gelijkenis met calypso, waarschijnlijk mede door de invloed van West-Indische militairen die vanaf 1819 Afro-Caribische fenomenen als brassbands en calypso introduceerden.

## Gumbe
Gumbe (ook wel Gumbay of Goombay) is traditionele Krio muziek gespeeld op de Gumbe-drum, een vierkante drum waarop de drummer zit, eventueel vergezeld door Westerse instrumenten, maar in essentie behoeft Gumbe die niet. Gumbe is op Jamaica ontwikkeld door Afrikaanse slaven en werd vanaf 1800 in Freetown geïntroduceerd door de Jamaicaanse Marrons. Vanaf 1820 werd Gumbe populair onder de bevolking van Freetown en het genre verspreidde zich over heel West-Afrika via de Saro in Nigeria en de Krio-immigranten op Fernando Po. Vanaf 1900 ontwikkelden zich in Freetown nieuwe varianten van Gumbe, Asiko of Ashiko, dat wordt vergezeld door gitaren en accordeons, en baskeda, dat gelijkenis vertoont met reggae. Gumbe is nog steeds erg populair en wordt in Freetown veelal gespeeld tijdens speciale gelegenheden en wordt gekenmerkt door interactie met omstanders – die kunnen participeren in bijvoorbeeld de zang.

## Afro Highlife
Afro Highlife (ook wel Highlife of Afropop genoemd) is een wat moderner muziekgenre dat zich ontwikkelde in Sierra Leone, Ghana en Nigeria vanaf 1920 en verspreidde zich later over heel West-Afrika. In de highlife worden blaasinstrumenten gebruikt en meerdere gitaren en zou invloed kunnen hebben gehad op de Congolese soukous. Het ritme van de highlife zou zijn afgeleid van de Samba die in West-Afrika werd geïntroduceerd door de Aguda.

## Fusies
Momenteel is de fusie tussen Afrikaanse en Caribische genres en Amerikaanse R&B en hip-hop immens populair onder de jeugd van Sierra Leone en dit heeft geleid tot een nieuw genre, hoewel vooralsnog naamloos. Populaire artiesten zijn Emmerson, Manzu avec C-Bolt, 2 plus 1, Succulent, K-man en nog veel meer.